# Prvi razred 1926-1927
La Prvi razred 1926./27. (in lingua italiana prima classe 1926-27), in cirillico Први разред 1926./27., fu la ottava edizione della massima divisione delle varie sottofederazioni (podsaveze) in cui era diviso il sistema calcistico del Regno dei Serbi, Croati e Sloveni.
Le vincenti accedevano al Državno prvenstvo 1927 (campionato nazionale) per designare la squadra campione.

## Sottofederazioni
```
È rimasto invariato il numero (7) delle sottofederazioni rispetto alla 
stagione precedente
.
Le tre vincitrici delle sottofederazioni di Zagabria, Belgrado e Spalato si qualificano direttamente al campionato nazionale.
[
1
]
Le seconde classificate di Zagabria e Belgrado disputano una fase preliminare contro le vincitrici di Lubiana, Osijek, Subotica e Sarajevo per altri tre posti nel campionato nazionale.
[
2
]
```

| Città    | Sottofederazione               | Al campionato nazionale | Al turno preliminare |
| -------- | ------------------------------ | ----------------------- | -------------------- |
| Lubiana  | Ljubljanski nogometni podsavez | N.D.                    | Ilirija              |
| Zagabria | Zagrebački nogometni podsavez  | HAŠK Zagabria           | Građanski Zagabria   |
| Osijek   | Osječki nogometni podsavez     | N.D.                    | Hajduk Osijek        |
| Subotica | Subotički nogometni podsavez   | N.D.                    | SAND Subotica        |
| Belgrado | Beogradski loptački podsavez   | BSK Belgrado            | Jugoslavija          |
| Sarajevo | Sarajevski nogometni podsavez  | N.D.                    | SAŠK                 |
| Spalato  | Splitski nogometni podsavez    | Hajduk Spalato          | N.D.                 |

### Lubiana

#### Gruppo Lubiana
|  | Pos. | Squadra          | Pt | G | V | N | P | GF | GS | QR    |
|  | ---- | ---------------- | -- | - | - | - | - | -- | -- | ----- |
|  | 1.   | Ilirija          | 13 | 8 | 6 | 1 | 1 | 32 | 14 | 2,285 |
|  | 2.   | Primorje Lubiana | 10 | 8 | 5 | 0 | 3 | 35 | 16 | 2,187 |
|  | 3.   | Jadran Lubiana   | 6  | 8 | 2 | 2 | 4 | 16 | 27 | 0,592 |
|  | 4.   | Slovan Lubiana   | 6  | 8 | 3 | 0 | 5 | 15 | 27 | 0,555 |
|  | 5.   | Hermes Lubiana   | 5  | 8 | 2 | 1 | 5 | 12 | 26 | 0,461 |

|          | Ili  | Pri  | Jad  | Slo  | Her  |
| -------- | ---- | ---- | ---- | ---- | ---- |
| Ilirija  | –––– | 2-1  | 3-3  | 1-0  | 8-2  |
| Primorje | 6-3  | –––– | 8-1  | 7-4  | 5-1  |
| Jadran   | 1-4  | 0-5  | –––– | 4-2  | 2-2  |
| Slovan   | 0-9  | 2-1  | 1-4  | –––– | 3-0  |
| Hermes   | 4-2  | 1-2  | 2-1  | 1-3  | –––– |

#### Gruppo Celje
| | Pos. | Squadra        | Pt | G | V | N | P | GF | GS | QR    |
| --- | ---- | -------------- | -- | - | - | - | - | -- | -- | ----- |
| | 1.   | Athletik Celje | 10 | 5 | 5 | 0 | 0 | 48 | 6  | 8,000 |
| | 2.   | Celje (–2)     | 2  | 5 | 2 | 0 | 3 | 19 | 15 | 1,266 |
| | 3.   | Šoštanj (–2)   | 0  | 5 | 1 | 0 | 4 | 4  | 42 | 0,095 |
| | 4.   | Red Star Celje | 2  | 3 | 1 | 0 | 2 | 5  | 13 | 0,384 |
| Prima di accedere alla semifinale, l'Athletik Celje ha affrontato il Trbovlje SK per il titolo di campione provinciale di Celje (9–0 il 24 aprile 1927). |      |                |    |   |   |   |   |    |    |       |

|          | Ath  | Cel  | Šoš  | R.S  |
| -------- | ---- | ---- | ---- | ---- |
| Athletik | –––– | 6-3  | 12-0 | 11-0 |
| Celje    | 3-5  | –––– | 11-1 | 2-0  |
| Šoštanj  | 0-14 | 3-0  | –––– | n.d. |
| Red Star | n.d. | n.d. | 5-0  | –––– |

#### Gruppo Maribor
|  | Pos. | Squadra         | Pt | G | V | N | P | GF | GS | QR    |
|  | ---- | --------------- | -- | - | - | - | - | -- | -- | ----- |
|  | 1.   | Rapid Marburg   | 14 | 8 | 7 | 0 | 1 | 58 | 15 | 3,866 |
|  | 2.   | 1.SŠK Maribor   | 13 | 8 | 6 | 1 | 1 | 46 | 12 | 3,833 |
|  | 3.   | Merkur Maribor  | 6  | 8 | 3 | 0 | 5 | 13 | 33 | 0,393 |
|  | 4.   | Ptuj            | 4  | 8 | 1 | 2 | 5 | 13 | 49 | 0,265 |
|  | 5.   | Svoboda Maribor | 3  | 8 | 1 | 1 | 6 | 10 | 31 | 0,322 |

|         | Rap  | Mar  | Mer  | Ptu  | Svo  |
| ------- | ---- | ---- | ---- | ---- | ---- |
| Rapid   | –––– | 4-3  | 7-3  | 8-1  | 3-1  |
| Maribor | 4-0  | –––– | 6-0  | 11-0 | 7-1  |
| Merkur  | 0-9  | 2-7  | –––– | 2-0  | 2-0  |
| Ptuj    | 2-18 | 4-4  | 3-1  | –––– | 1-1  |
| Svoboda | 1-9  | 1-4  | 1-3  | 4-2  | –––– |

#### Finali
| Data              | Partita                        | Ris. |
| ----------------- | ------------------------------ | ---- |
| SEMIFINALI        |                                |      |
| 01.05.1927        | Rapid Marburg – Athletik Celje | 6–2  |
| Ilirija esentata  |                                |      |
| FINALE            |                                |      |
| 15.05.1927        | Ilirija – Rapid Marburg        | 4–3  |
| Fonte: exyufudbal |                                |      |

### Zagabria
|                   | Pos. | Squadra              | Pt | G  | V | N | P | GF | GS | QR    |
| ----------------- | ---- | -------------------- | -- | -- | - | - | - | -- | -- | ----- |
|                   | 1.   | HAŠK Zagabria        | 18 | 10 | 9 | 0 | 1 | 23 | 7  | 3,285 |
|                   | 2.   | Građanski Zagabria   | 11 | 10 | 5 | 1 | 4 | 21 | 15 | 1,400 |
|                   | 3.   | Concordia Zagabria   | 10 | 10 | 5 | 0 | 5 | 19 | 19 | 1,000 |
|                   | 4.   | Željezničar Zagabria | 9  | 10 | 4 | 1 | 5 | 16 | 18 | 0,888 |
|                   | 5.   | Croatia Zagabria     | 8  | 10 | 3 | 2 | 5 | 12 | 17 | 0,705 |
|                   | 6.   | Derby Zagabria       | 4  | 10 | 0 | 4 | 6 | 12 | 27 | 0,444 |
| Fonte: exyufudbal |      |                      |    |    |   |   |   |    |    |       |

|                   | HAŠ  | Gra  | Con  | Žel  | Cro  | Der  |
| ----------------- | ---- | ---- | ---- | ---- | ---- | ---- |
| HAŠK              | –––– | 2-1  | 3-2  | 3-0  | 1-0  | 1-0  |
| Građanski         | 1-0  | –––– | 5-1  | 5-1  | 0-2  | 2-1  |
| Concordia         | ?    | 4-1  | –––– | 0-2  | 2-1  | 2-0  |
| Željezničar       | 0-3  | 1-0  | 2-4  | –––– | 2-0  | 1-1  |
| Croatia           | 1-4  | 0-3  | 2-0  | 2-1  | –––– | 2-2  |
| Derby             | 2-4  | 3-3  | 1-4  | 0-6  | 2-2  | –––– |
| Fonte: exyufudbal |      |      |      |      |      |      |

### Osijek
|                   | Pos. | Squadra          | Pt | G  | V  | N | P  | GF | GS | QR    |
| ----------------- | ---- | ---------------- | -- | -- | -- | - | -- | -- | -- | ----- |
|                   | 1.   | Hajduk Osijek    | 20 | 12 | 9  | 2 | 1  | 56 | 9  | 6,222 |
|                   | 2.   | Građanski Osijek | 20 | 12 | 10 | 0 | 2  | 50 | 11 | 4,545 |
|                   | 3.   | Sloga Osijek     | 16 | 12 | 7  | 2 | 3  | 42 | 19 | 2,210 |
|                   | 4.   | Slavija Osijek   | 15 | 12 | 7  | 1 | 4  | 44 | 23 | 1,913 |
|                   | 5.   | Grafičar Osijek  | 9  | 12 | 4  | 1 | 7  | 23 | 56 | 0,410 |
|                   | 6.   | Olimpija Osijek  | 2  | 12 | 1  | 0 | 11 | 11 | 42 | 0,261 |
|                   | 7.   | Makabi Osijek    | 2  | 12 | 1  | 0 | 11 | 4  | 71 | 0,056 |
| Fonte: exyufudbal |      |                  |    |    |    |   |    |    |    |       |

|                   | Haj  | Gra  | Slo  | Sla  | Gra  | Oli  | Mak  |
| ----------------- | ---- | ---- | ---- | ---- | ---- | ---- | ---- |
| Hajduk            | –––– | 1-0  | 3-0  | 2-1  | 11-0 | 1-0  | 15-0 |
| Građanski         | 2-0  | –––– | 2-1  | 2-1  | 6-1  | 4-1  | 3-0  |
| Sloga             | 2-2  | 9-1  | –––– | 2-1  | 9-1  | 5-0  | 3-0  |
| Slavija           | 2-2  | 0-4  | 1-2  | –––– | 5-4  | 6-1  | 3-0  |
| Grafičar          | 0-7  | 1-7  | 4-4  | 0-1  | –––– | 4-1  | 3-0  |
| Olimpija          | 1-9  | 0-2  | 1-5  | 2-3  | 0-1  | –––– | 3-0  |
| Makabi            | 0-3  | 0-14 | 2-7  | 0-11 | 0-5  | 2-1  | –––– |
| Fonte: exyufudbal |      |      |      |      |      |      |      |

### Subotica
|                   | Pos. | Squadra        | Pt | G  | V  | N | P  | GF | GS | QR    |
| ----------------- | ---- | -------------- | -- | -- | -- | - | -- | -- | -- | ----- |
|                   | 1.   | SAND Subotica  | 32 | 18 | 15 | 2 | 1  | 72 | 17 | 4,235 |
|                   | 2.   | Bačka Subotica | 27 | 18 | 11 | 5 | 2  | 63 | 20 | 3,150 |
|                   | 3.   | ŽAK Subotica   | 26 | 18 | 11 | 4 | 3  | 45 | 21 | 2,142 |
|                   | 4.   | Sport Subotica | 20 | 18 | 9  | 2 | 7  | 44 | 24 | 1,833 |
|                   | 5.   | SSU Sombor     | 19 | 18 | 8  | 3 | 7  | 50 | 31 | 1,612 |
|                   | 6.   | Soko Sombor    | 19 | 18 | 7  | 5 | 6  | 38 | 36 | 1,055 |
|                   | 7.   | SAK Senta      | 15 | 18 | 6  | 3 | 9  | 40 | 49 | 0,816 |
|                   | 8.   | SMTC Subotica  | 14 | 18 | 6  | 2 | 10 | 40 | 41 | 0,975 |
|                   | 9.   | VSC Vrbas      | 5  | 18 | 2  | 1 | 15 | 20 | 82 | 0,243 |
|                   | 10.  | KSC Kula       | 3  | 18 | 0  | 3 | 15 | 7  | 98 | 0,071 |
| Fonte: exyufudbal |      |                |    |    |    |   |    |    |    |       |

|                   | SAN  | Bač  | ŽAK  | Spo  | Som  | Sok  | SAK  | SMT  | VSC  | Kul  |
| ----------------- | ---- | ---- | ---- | ---- | ---- | ---- | ---- | ---- | ---- | ---- |
| SAND              | –––– | 5-2  | 1-2  | 1-0  | 2-0  | 3-0  | 5-3  | 3-0  | 13-0 | 9-0  |
| Bačka             | 0-2  | –––– | 3-0  | 3-1  | 3-0  | 2-2  | 5-1  | 1-1  | 7-0  | 9-0  |
| ŽAK               | 1-3  | 1-1  | –––– | 1-1  | 1-1  | 2-1  | 2-0  | 2-0  | 2-0  | 3-0  |
| Sport             | 0-2  | 1-2  | 2-1  | –––– | 6-1  | 3-1  | 8-1  | 2-0  | 3-0  | 6-1  |
| Somborski         | 2-4  | 0-5  | 0-2  | 1-1  | –––– | 0-1  | 5-1  | 6-1  | 3-0  | 6-0  |
| Amateur/Soko      | 1-5  | 1-1  | 3-3  | 4-3  | 1-4  | –––– | 1-1  | 2-1  | 3-1  | 8-0  |
| SAK               | 2-5  | 2-2  | 2-3  | 2-1  | 2-2  | 2-1  | –––– | 1-3  | 6-0  | 2-0  |
| SMTC              | 1-4  | 2-4  | 1-4  | 3-2  | 0-3  | 3-4  | 3-1  | –––– | 5-0  | 8-0  |
| VSC               | 2-7  | 1-4  | 2-6  | 0-1  | 3-3  | 1-3  | 2-7  | 5-2  | –––– | 3-1  |
| Kula              | 1-1  | 0-9  | 0-9  | 0-3  | 0-9  | 1-1  | 1-4  | 0-6  | 2-2  | –––– |
| Fonte: exyufudbal |      |      |      |      |      |      |      |      |      |      |

### Belgrado
|                   | Pos. | Squadra            | Pt | G  | V  | N | P | GF | GS | QR    |
| ----------------- | ---- | ------------------ | -- | -- | -- | - | - | -- | -- | ----- |
|                   | 1.   | BSK Belgrado       | 20 | 10 | 10 | 0 | 0 | 49 | 13 | 3,769 |
|                   | 2.   | Jugoslavija        | 11 | 10 | 5  | 1 | 4 | 24 | 14 | 1,714 |
|                   | 3.   | Soko Belgrado      | 11 | 10 | 5  | 1 | 4 | 32 | 25 | 1,280 |
|                   | 4.   | Jedinstvo Belgrado | 11 | 10 | 4  | 3 | 3 | 26 | 21 | 1,238 |
|                   | 5.   | Slavija Belgrado   | 5  | 10 | 2  | 1 | 7 | 14 | 47 | 0,297 |
|                   | 6.   | Šumadija Belgrado  | 2  | 10 | 1  | 0 | 9 | 15 | 40 | 0,375 |
| Fonte: exyufudbal |      |                    |    |    |    |   |   |    |    |       |

|                   | BSK  | Jug  | Sok  | Jed  | Sla  | Šum  |
| ----------------- | ---- | ---- | ---- | ---- | ---- | ---- |
| BSK               | –––– | 2-0  | 5-3  | 4-2  | 6-1  | 5-3  |
| Jugoslavija       | 1-2  | –––– | 0-3  | 1-1  | 5-1  | 3-0  |
| Soko              | 0-3  | 1-5  | –––– | 2-5  | 3-1  | 4-0  |
| Jedinstvo         | 1-4  | 1-3  | 2-2  | –––– | 4-1  | 6-2  |
| Slavija           | 1-11 | 0-5  | 1-10 | 1-1  | –––– | 3-0  |
| Šumadija          | 1-7  | 3-1  | 0-4  | 1-3  | 2-4  | –––– |
| Fonte: exyufudbal |      |      |      |      |      |      |

### Sarajevo
|                   | Pos. | Squadra         | Pt | G | V | N | P | GF | GS | QR    |
| ----------------- | ---- | --------------- | -- | - | - | - | - | -- | -- | ----- |
|                   | 1.   | SAŠK            | 11 | 6 | 5 | 1 | 0 | 22 | 4  | 5,500 |
|                   | 2.   | Slavija         | 9  | 6 | 4 | 1 | 1 | 20 | 5  | 4,000 |
|                   | 3.   | Hajduk Sarajevo | 2  | 6 | 1 | 0 | 5 | 5  | 14 | 0,357 |
|                   | 4.   | Željezničar     | 2  | 6 | 1 | 0 | 5 | 4  | 28 | 0,142 |
| Fonte: exyufudbal |      |                 |    |   |   |   |   |    |    |       |

|                   | SAŠ  | Sla  | Haj  | Žel  |
| ----------------- | ---- | ---- | ---- | ---- |
| SAŠK              | –––– | 1-0  | 3-1  | 8-0  |
| Slavija           | 3-3  | –––– | 3-0  | 7-1  |
| Hajduk            | 0-2  | 0-2  | –––– | 0-3  |
| Željezničar       | 0-4  | 0-5  | 0-4  | –––– |
| Fonte: exyufudbal |      |      |      |      |

### Spalato
```
Come negli anni precedenti, l'Associazione calcistica di Spalato ha suddiviso la competizione in diverse parrocchie (
župe
). Nella 1. župa (città di Spalato), i club di Spalato hanno giocato secondo il sistema del girone unico, mentre le altre 4 župe sono state giocate dai club provinciali secondo il sistema dell'eliminazione diretta.
```

|                   | Pos. | Squadra           | Pt | G | V | N | P | GF | GS | QR     |
| ----------------- | ---- | ----------------- | -- | - | - | - | - | -- | -- | ------ |
|                   | 1.   | Hajduk Spalato    | 14 | 7 | 7 | 0 | 0 | 36 | 1  | 36,000 |
|                   | 2.   | RŠK Borac Spalato | 8  | 7 | 4 | 0 | 3 | 23 | 15 | 1,533  |
|                   | 3.   | Aurora Spalato    | 7  | 7 | 3 | 1 | 3 | 10 | 15 | 0,666  |
|                   | 4.   | Amater Spalato    | 3  | 7 | 1 | 1 | 5 | 2  | 27 | 0,074  |
|                   | 5.   | Uskok Spalato     | 0  | 4 | 0 | 0 | 4 | 0  | 13 | 0,000  |
| Fonte: exyufudbal |      |                   |    |   |   |   |   |    |    |        |

|                   | Haj  | Bor  | Aur  | Ama  | Usk  |
| ----------------- | ---- | ---- | ---- | ---- | ---- |
| Hajduk            | –––– | 3-0  | 8-0  | 7-0  | 3-0  |
| Borac             | 1-8  | –––– | 2-1  | 9-0  | 6-0  |
| Aurora            | 0-3  | 3-1  | –––– | 0-0  | 3-0  |
| Amater            | 0-4  | 0-4  | 1-3  | –––– | 1-0  |
| Uskok             | n.d. | n.d. | n.d. | n.d. | –––– |
| Fonte: exyufudbal |      |      |      |      |      |